# Croix de chemin de Norbrat
La croix de chemin de Norbrat, est située à l'entrée du lieu-dit Norbra, à l'intersection de la route départementale 308 et de la route Er-Goua (ancien chemin Hent Conan, reliant la Vilaine au Blavet), sur la commune de  Meucon dans le Morbihan.

## Historique
La croix de chemin de Norbrat fait l’objet d’une inscription au titre des monuments historiques depuis le 30 mai 1927.

## Architecture
La croix de Norbrat présente, tout comme la croix de mission à Brandivy, la particularité rarissime de posséder un Christ sculpté sur chacune des deux faces de la croix.